# 西本聖
西本聖（1956年6月27日—）為日本的棒球選手，出生於愛媛県松山市。他曾效力於日本職棒東京讀賣巨人等，守備位置為投手，1993年退休，生涯通算165勝。

## 外部連結
- 西本聖官方網頁 （页面存档备份，存于） （日語）